# Іна Канабарро Лукас
Іна Канабарро Лукас  (порт. Inah Canabarro Lucas; нар. 8 червня 1908 — 30 квітня 2025) — бразильська довгожителька, вік якої підтверджений Групою геронтологічних досліджень (GRG), Книгою рекордів Гіннеса та Групою LongeviQuest (LQ). 29 грудня 2024 року після смерті Томіко Ітооки вона стала найстарішою живою людиною у світі та найстарішою живою людиною в Бразилії. Була 15 найстарішою підтвердженою людиною у світовій історії. Вона була 2-ю найстарішою черницею, після Люсіль Рандон та була останньою живою людиною яка народилася 1908 року. Її вік становив 116 років, 326 днів.

## Біографія
Іна Канабарро Лукас народилася 8 червня 1908, але її сім'я стверджує, що її день народження 27 травня 1908 року. У дитинстві вона була дуже худою, навчалась у школі-інтернаті. Вона є правнучкою генерала Давида Канабарро.
У 1923 році її батько загинув у бою.
У 1928 році переїхала в Монтевідео, Уругвай, де стала монахинею-терезіанкою,  в 1930 році вона повернулася до Бразилії, і була вчителем математики та португальської мови в школах цієї монашої спільноти, де й працювала багато років і допомогла знайти своє покликання багатьом майбутнім сестрам. Вона була вчителькою Жуана Фігейредуа, який був 30-м Президентом Бразилії. Також вона створювала шкільні хори і навіть написала гімн школи св. Терези.
На своє 110-річчя вона отримала благословення від Папи Римського Франциска, який сам помер 21 квітня 2025 року у віці 88 років. У 2018 році у неї почалися проблеми з пересуванням і їй довелося використовувати ходунки.
25 січня 2021 року у віці 112 років вона отримала свою першу дозу вакцини проти COVID-19.
23 січня 2022 року Іна Канабарро Лукас стала найстарішою підтвердженою живою людиною в Бразилії після смерті Антонії да Санта Крус. Її вік був підтверджений GRG у серпні 2022 року.
23 січня 2023, після смерті французької монахині Люсіль Рандон, якій було 118 років, Іна стала найстаршою живою черницею в світі. Донедавна малювала та грала в карти.
Померла 30 квітня 2025 року в Ріу-Гранді-ду-Сул, Бразилія у віці 116 років, 326 днів, за 39 днів до свого 117-річчя. Після її смерті найстарішою живою людиною у світі стала Етель Катерхем, а найстарішою живою людиною в Бразилії стала Ізабель Роза Перейра.

## Рекорди довгожителя
- 23 січня 2022 року після смерті Антонії да Санта Крус, Іна Канабарро Лукас стала найстарішою живою людиною в Бразилії.
- 4 грудня 2022 року Іна Канабарро Лукас увійшла до 100 найстаріших людей у світовій історії.
- 8 червня 2023 року стала 67-ю верифікованою людиною в історії, яка досягла 115-річчя.
- 30 вересня 2023 року увійшла до 50 найстаріших верифікованих людей в історії.
- 12 грудня 2023 року після смерті Фуси Тацумі, Іна Канабарро Лукас стала 4-ю найстарішою живою людиною у світі, чий вік був підтверджений.
- 22 лютого 2024 року після смерті Едді Чекареллі, Іна Канабарро Лукас стала 3-ю найстарішою живою людиною у світі, чий вік був підтверджений.
- 8 червня 2024 року стала 31-ю верифікованою людиною в історії, яка досягла 116-річчя, чий вік був підтверджений.
- 19 серпня 2024 року, після смерті Марії Браньяс Морери стала 2-ю найстарішою живою людиною у світі.
- 29 грудня 2024 року, після смерті Томіко Ітооки стала найстарішою живою підтвердженою людиною на Землі.
- 14 січня 2025 року увійшла до 20 найстаріших верифікованих людей в історії.
- 16 квітня 2025 року увійшла до 15 найстаріших верифікованих людей в історії.

## Риси характеру
Сестра Лусія Іньєс Бассотто говорить про с.Іну
|  | Вона нічого не вимагає, за все вдячна, її характеризує оптимізм, вона з великою повагою ставиться до спільноти, молиться за всіх і піклується про всіх |

Інша сестра, Терезінья де Арагон зазначає
|  | Вона — людина, яка любить, щиро любить |

Її племінник відзначає такі риси характеру довгожительки 
|  | її доброта, прагнення завжди робити добро іншим, характерний для неї добрий гумор, її оптимізм та рішучість у житті |